# Cine Astoria (Barcelona)

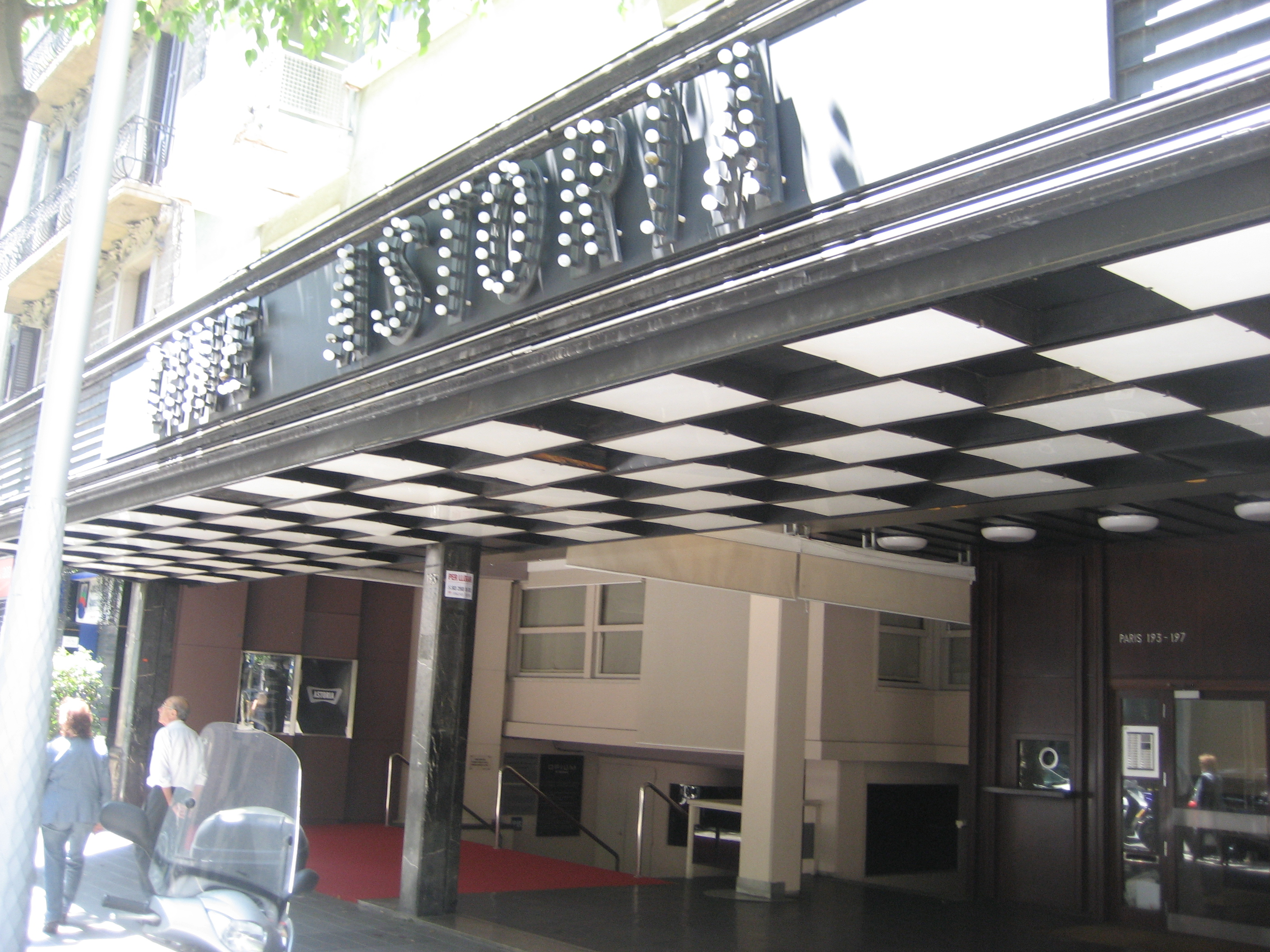
Fachada del Cine Astoria en mayo de 2010.

El Cine Astoria fue una sala de exhibición cinematográfica ubicada en la calle de París (números 191-197), en el Ensanche de Barcelona. Abrió sus puertas en septiembre de 1934 y cerró el 28 de junio de 1999. La primera película que se proyectó en este cine fue La alegre divorciada, protagonizada por Fred Astaire y Ginger Rogers. Tenía capacidad para 923 personas. Tras su cierre en el local se instaló el restaurante Opium Cinema.